# Pave Urban 1.
Urban 1. – Urbanus – var pave fra 222 til 230. Han omtales af Eusebius i dennes historiebog og er repræsenteret med en inskription i Coemeterium Callisti, men der er intet kendt om hans liv. I den katolske kirkes Breviar nævnes det, at han foretog adskillige konverteringer til kristendommen, blandt andet af Valerianus, der var gift med Sankt Cæcilia, og hans bror Tiburtius. Det nævnes samme sted, at han led martyrdøden og blev begravet i Coemetarium Praetextati.
Hans navnedag er 25. maj.
| Efterfulgte: Callistus 1. | Pave 222-230 | Efterfulgtes af: Pontian 1. |

- Wikimedia Commons har flere filer relateret til Pave Urban 1.